# یوکو آلیلا
یوکو آلیلا (فنلاندی: Jouko Alila؛ زادهٔ ۱۸ نوامبر ۱۹۵۰) بازیکن سابق و مربی اهل فنلاند است.
از باشگاه‌هایی که در آن بازی کرده‌است می‌توان به باشگاه فوتبال کوتکان تیووائن پالویلیات اشاره کرد.
وی همچنین در تیم‌های ملی فوتبال فنلاند، و فنلاند، بازی کرده‌است.